# Młyn w Wójcinie (powiat wieruszowski)
Młyn w Wójcinie – drewniany młyn wodno-elektryczny nad Prosną wybudowany ok. 1920 r. Znajduje się w Wójcinie, w powiecie wieruszowskim, w województwie łódzkim.

## Historia miejsca
Według tradycji lokalnej w XIX w. w tej lokalizacji istniała papiernia następnie (przynajmniej od lat 90. XIX w.) osada młynarska.

## Obecny młyn
Obecnie istniejący młyn został wybudowany ok. 1920 r. Jest to budynek drewniany, parterowy z dachem dwuspadowym, usytuowany częściowo na palach nad wodą a częściowo na stałym lądzie. Początkowo był wyposażony w koło wodne podsiębierne, 2 pary kamieni francuskich, żubrownik i perlak, a także drewniane urządzenia wodne (jaz, upust, podgródka, zastawki). W 1929 r. została zanotowana moc przemiałowa młyna: 1,4 t zboża na dobę. W 1935 r. zainstalowano w młynie turbinę wodną, 2 pary walców i nowe urządzenia czyszczące. Do zakończenia II wojny światowej młyn należał do rodziny pochodzenia niemieckiego. W 1945 r. został przekazany młynarzowi repatriowanemu z Kresów Wschodnich przez łódzki Urząd Repatriacyjny. W okresie PRL stanowił własność prywatną. Również w tym okresie został zelektryfikowany (1961). W 2004 r. pełnił funkcję elektrowni wodnej.